# 福知山市都市緑化植物園
福知山市都市緑化植物園（ふくちやましとしりょくかしょくぶつえん）はスモール・テラ（SMALLTERRA・小さな地球）の愛称で呼ばれる、福知山市三段池公園にある植物園である。

## アクセス
- JR西日本・京都丹後鉄道福知山駅から、京都交通バスで三段池公園下車